# Operacja Rodos
Operacja Rodos (hebr. מִבְצָע רוֹדוֹס, Miwca Rodos) – izraelska operacja wojskowa przeprowadzona 22 stycznia 1970 roku w trakcie wojny na wyczerpanie, której celem było zajęcie wyspy Szadwan na Morzu Czerwonym, zdobycie radaru oraz wzięcie do niewoli żołnierzy stacjonujących na wyspie, aby móc wymienić ich z Egiptem na jeńców izraelskich. Operacja zakończyła się sukcesem i trzydziestodwugodzinną okupacją wyspy. Uszkodzono radar i latarnię morską. Po stronie izraelskiej zginęło 3 żołnierzy, a 7 zostało rannych. Strona egipska straciła 30 żołnierzy, 62 dostało się do izraelskiej niewoli. Egipska marynarka straciła dwa kutry torpedowe i okręt pomocniczy. Po stronie egipskiej zanotowano również straty cywilne, jednak ich liczba nie jest znana.

## Tło wydarzeń

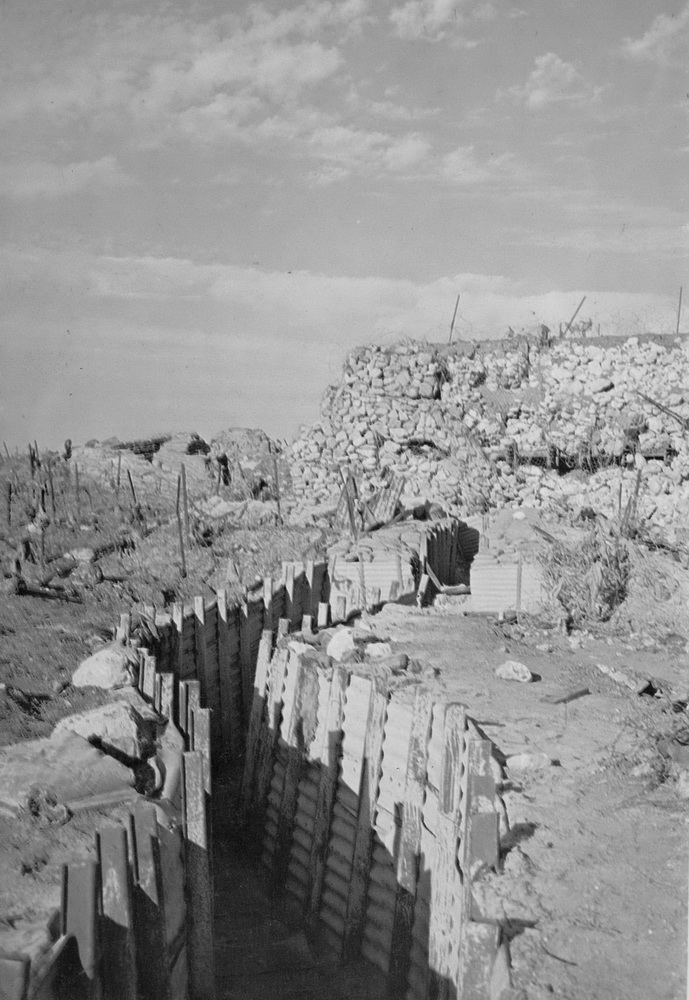
Izraelska linia Bar-Lewa wzdłuż wschodniego wybrzeża Kanału Sueskiego

Koniec wojny sześciodniowej w 1967 roku nie stanowił zakończenia konfliktu arabsko-izraelskiego. Państwa arabskie nie mogły się pogodzić ze zwycięstwem Izraela oraz ze wzrostem jego pozycji w regionie. We wrześniu 1967 roku odbyła się konferencja w Chartumie, na której do głosu doszli zwolennicy prowadzenia zdecydowanej polityki wobec Izraela. Uznali, że nie można prowadzić żadnych negocjacji i rozmów pokojowych z politykami izraelskimi. Egipcjanie nie pogodzili się ze stratą Synaju, a Izrael nie akceptował postanowień Rezolucji Rady Bezpieczeństwa ONZ nr 242 nakazującej mu zwrot zdobytych terytoriów. W wyniku napięć politycznych doszło początkowo do pojedynczych, później regularnych, ostrzałów pozycji jednej i drugiej strony nad Kanałem Sueskim. Toczący się od 1967 do 1970 roku konflikt nazwany został wojną na wyczerpanie. Gamal Abdel Naser wierzył, że przedłużający się zatarg doprowadzi do osłabienia Izraela. W trakcie konfliktu dochodziło do operacji desantowych, naruszeń przestrzeni powietrznych, ostrzałów i wypadów komandosów na tyły wroga. Egipt chciał przez to utrzymać zainteresowanie międzynarodowe sytuacją nad Kanałem Sueskim i zyskać sojuszników. Naser otrzymał szeroką pomoc wojskową ze Związku Radzieckiego. Z kolei Izrael nie chciał pokazać słabości i wycofać się z pozycji na zachodzie Synaju mimo strat wśród żołnierzy stacjonujących na linii Bar-Lewa. Obszar walk w trakcie wojny na wyczerpanie był również poligonem doświadczalnym dla nowego sprzętu amerykańskiego i radzieckiego.

## Przygotowania do operacji

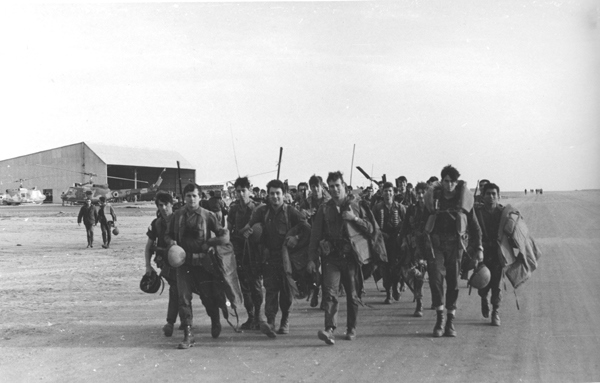
Izraelscy spadochroniarze przed rozpoczęciem operacji

Kolejna odmowa propozycji zawieszenia ognia ze strony egipskiej sprawiła, że Sztab Generalny Sił Obronnych Izraela podjął decyzję o zaplanowaniu operacji wojskowej, która miałaby na celu jednocześnie uderzyć w infrastrukturę wojskową oraz wywrzeć efekt psychologiczny na stronie egipskiej. Chajjim Bar-Lew wraz z dowództwem Sił Powietrznych Izraela zaplanował atak na wyspę Szadwan. Wybór uzasadniono tym, iż znajdował się na niej radar produkcji brytyjskiej, który kontrolował ruch lotniczy na wejściu z Morza Czerwonego do Zatoki Sueskiej. Ponadto na wyspie wybudowane były umocnienia, infrastruktura Marynarki Wojennej Egiptu, lotnisko i latarnia morska.

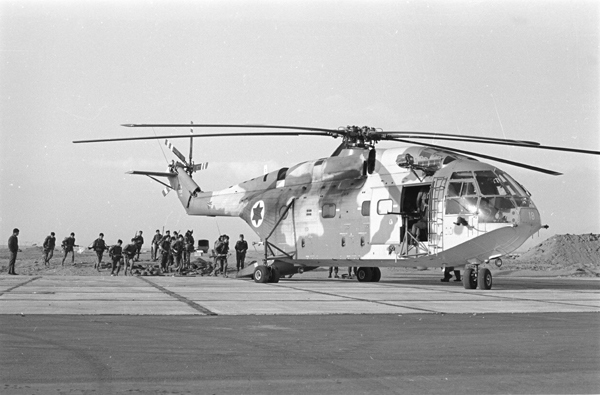
Załadunek na izraelskim lotnisku Ofira na Synaju

Szadwan położona jest ok. 40 kilometrów od wschodniego wybrzeża Egiptu nad Morzem Czerwonym oraz ok. 30 kilometrów na południowy zachód od Szarm el-Szejk. Jest to wyspa kamienista, z wybrzeżem klifowym, utrudniającym desant morski. Wnętrze wyspy jest górzyste; jej szerokość sięga od około 3,5 do 4 kilometrów, podczas gdy długość wynosi ok. 13,5 kilometra. Na wyspie nie było dróg asfaltowych, dróg gruntowych ani zabudowań cywilnych. Do wykonania zadania wyznaczono 202 Batalion Spadochroniarzy i kompanię zwiadu (Sajjeret Canchanim) z 35. Brygady Spadochronowej pod dowództwem, kolejno, podpułkownika Ja’akowa Chasdaja i kapitana Motiego Paza. Źródła informują też o udziale w akcji jednostki specjalnej Izraelskiego Korpusu Morskiego – Szajjetet 13. Transport miały zapewnić dwa śmigłowce Bell 205 (114 Eskadra) i cztery śmigłowce Super Frelon (113 Eskadra). Wsparcie miały zapewnić samoloty Sił Powietrznych Izraela.
Plan zakładał wcześniejsze naloty na koszary wojskowe znajdujące się na wyspie. Następnie śmigłowce miały przetransportować spadochroniarzy na Szadwan i wysadzić ich około kilometra od radaru. Siły uderzeniowe miały pieszo, w kilku grupach, uderzyć na wybrane cele na południu wyspy. Po przeprowadzeniu ataków spadochroniarze mieli utworzyć przyczółki obronne, a także wysadzić radar, umocnienia oraz inne zabudowania wojskowe.
Według informacji izraelskiego wywiadu na wyspie miała stacjonować kompania egipskich komandosów w sile ok. 120 żołnierzy, a ponadto obsługa radaru, lotniska i infrastruktury wodnej oraz ich ochrona.

## Przebieg operacji

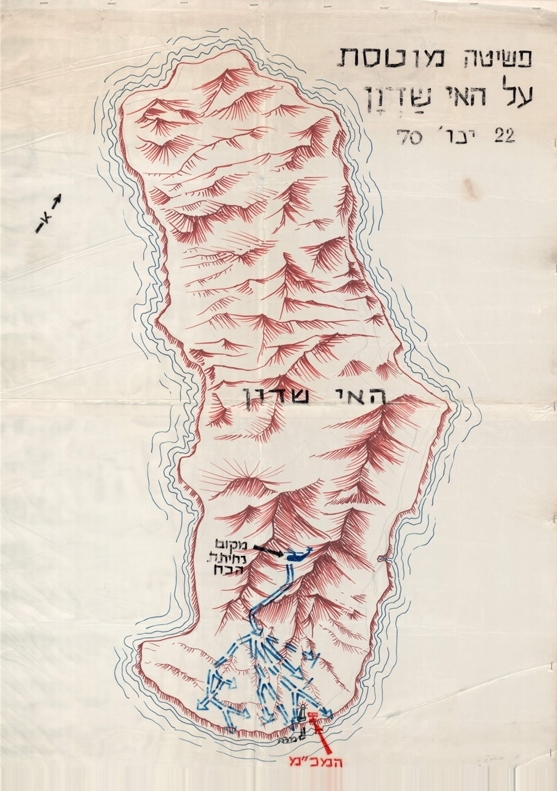
Plan przebiegu operacji. Na niebiesko zaznaczono miejsce lądowania, kierunki marszu i miejsca ataku. Czerwona strzałka wskazuje miejsce lokalizacji radaru.

22 stycznia, około godziny 08:45, izraelskie samoloty Super Mystère rozpoczęły naloty na wyspę i znajdujące się na niej cele. Ataki trwały do godziny 09:30. O godzinie 09:00 z lotniska Ofira wystartował pierwszy śmigłowiec ze spadochroniarzami i głośnikami, ponieważ ukształtowanie wyspy uniemożliwiało lądowanie wszystkich śmigłowców jednocześnie. Kiedy śmigłowiec znalazł się 700 metrów od wysuniętego najdalej na północ wyspy, egipskiego punktu obserwacyjnego, zaczęto nadawać komunikaty w języku arabskim, aby Egipcjanie poddali się. Posterunek ten, obsadzony marynarzami i kilkoma komandosami, był pierwszym, który poddał się bez wystrzału.
Kolejne oddziały lądujące na wyspie i zmierzające ku południu, wiązane były walką przez inne, ukryte na zboczach wzgórz, posterunki egipskie. Jednym z celów misji było wzięcie jak największej liczby jeńców, co było utrudnione ze względu na stanowczy opór, jaki stawiały kolejne punkty obserwacyjne. Jednemu z oddziałów udało się wkroczyć do bazy, w której znajdowało się stanowisko radaru, który od razu wysadzono. Poruszający się równolegle inny oddział natknął się na opór egipskich komandosów obsadzających schrony. Na południowym zachodzie wyspy Izraelczycy wkroczyli na pole minowe, gdzie zginął jeden spadochroniarz, a trzech zostało rannych. Natychmiast wezwano dwa śmigłowce, które zabrały stamtąd żołnierzy. Kolejny oddział Izraelczyków, przemieszczający się na południe, dotarł w okolice latarni morskiej, z której Egipcjanie otworzyli do nich ogień. Spadochroniarze postanowili użyć głośników w celu przekonania obrońców do poddania się. W tym celu rozkazali wziętemu do niewoli Egipcjaninowi, aby ten nakłonił obrońców latarni do wstrzymania ognia. Próba ta nie udała się.

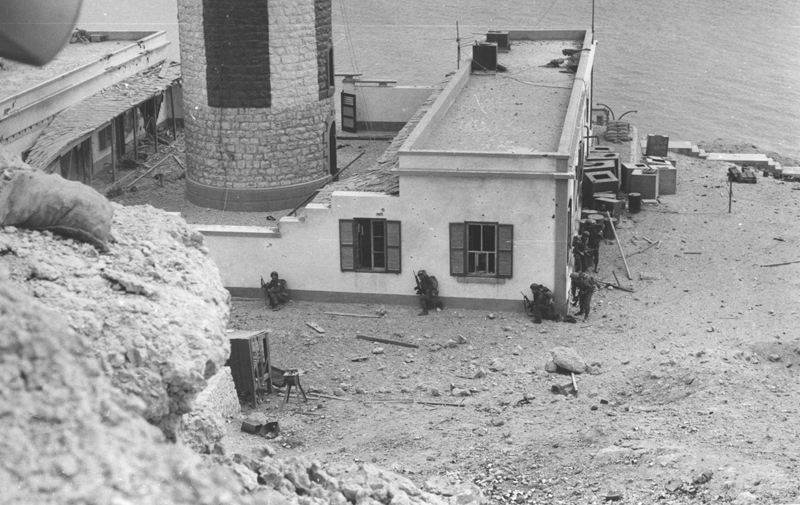
Walki o latarnię morską

Obok latarni znajdowały się budynki służące za siedzibę dowództwa i koszary. Początkowo Izraelczycy myśleli, że powiewający biały materiał z jednego z okien to odpowiedź na komunikaty do poddania się, jednak wysłani na zwiad egipscy jeńcy zaprzeczyli temu i stwierdzili, że zabudowania są opuszczone. Spadochroniarze podjęli próbę przeszukania budynków. W jednym z nich ciężko ranny został porucznik Icchak Kotler, który później zmarł w wyniku odniesionych ran. Około południa wszystkie cele na wyspie zostały zajęte przez Izraelczyków.
Egipcjanie na pomoc broniącym się komandosom i załodze wyspy wysłali dwa kutry torpedowe projektu 183 (produkcji radzieckiej) (jeden dowodzony przez podpułkownika Chosniego Chamada) oraz okręt pomocniczy. Służące za wsparcie izraelskie samoloty A-4 Skyhawk wykryły egipskie jednostki i zaatakowały je. Wszystkie okręty zostały zatopione. Brak informacji na temat tego, czy ktoś z załogi przeżył. Ataki lotnictwa spowodowały także straty wśród kutrów rybackich znajdujących się w okolicy wyspy.

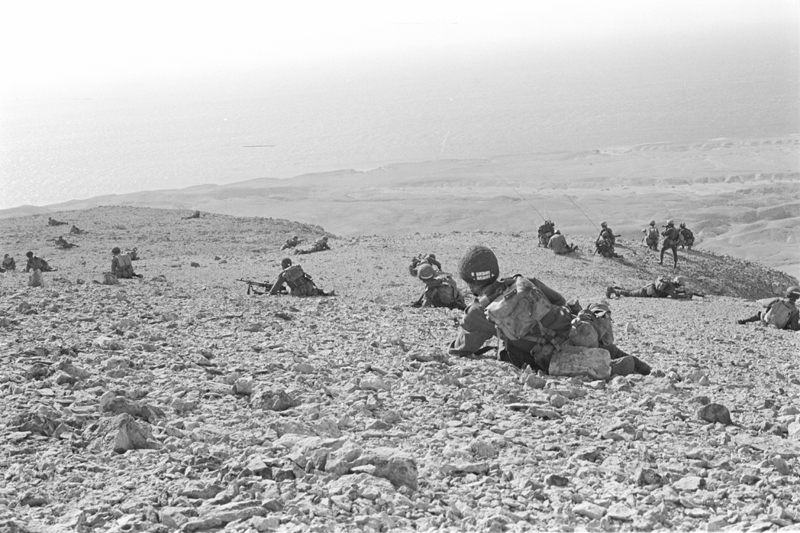
Izraelscy spadochroniarze na wyspie

Zdobycie wyspy zmieniło się w trzydziestodwugodzinną okupację. Na wyspę sprowadzono oddział saperów wraz z minami i ładunkami wybuchowymi. Ich celem było zaminowanie wyspy oraz dokończenie wysadzania pozostałych umocnień tak, aby Egipcjanie nie byli w stanie z powrotem przenieść tam żołnierzy. Jeszcze w nocy z 22 na 23 stycznia Egipcjanie próbowali drugi raz odbić wyspę z rąk Izraelczyków. W tym celu w kierunku wyspy wysłano kilka łodzi desantowych z żołnierzami. Części z nich udało się dotrzeć do celu, a walki ucichły dopiero 23 stycznia nad ranem. Do południa 23 stycznia Izraelczycy zakończyli przeszukiwać wyspę, znajdując kolejnych jeńców egipskich. O godzinie 17:00 wydano rozkaz o ewakuacji z wyspy.

## Skutki operacji
W wyniku izraelskiego ataku zginęło 30 Egipcjan stacjonujących na wyspie, a kolejnych 62 trafiło do niewoli. Egipska marynarka straciła dwa kutry torpedowe oraz okręt pomocniczy wraz z ich załogami. Ponadto ofiarami ataku stali się egipscy rybacy. Po stronie izraelskiej zginęli trzej żołnierze (por. Icchak Kotler, sierż. Jisra’el Bar-Lew, szer. Chajjim Iserowicz), a siedmiu zostało rannych. 25 stycznia straty wśród egipskich marynarzy szacowano na ok. 40 osób.
Radio Kair dopiero w nocy z 22 na 23 stycznia poinformowało o izraelskim ataku na wyspę, nalotach lotnictwa i stracie jednego okrętu wojennego. Sekretarz ONZ U Thant wezwał do zmiany porządku obrad w związku z wydarzeniami na Bliskim Wschodzie.
25 stycznia, około godzin 04:00 w Ejlacie doszło do eksplozji amunicji i min, które po operacji załadowano na ciężarówki w bazach na Synaju. W tamtym czasie w Ejlacie nie było portu przystosowanego do rozładunku pojazdów wojskowych. Wymusiło to wyładunek ciężarówek na plaży. Część z nich, pod wpływem ciężaru zaczęła tonąć lub zakopała się. Ładunek jednej z nich eksplodował. 24 izraelskich żołnierzy zginęło, a 60 zostało rannych.